# ماکسیمیلیان سیبالد
ماکسیمیلیان سیبالد (انگلیسی: Maximilian Siebald؛ زادهٔ ۱۲ ژانویهٔ ۱۹۹۳) بازیکن فوتبال اهل آلمان است.